# Олонгот, Гид
Гид Кермелисс Холли Олонгот (фр. Ghyd Kermeliss Holly Olonghot; род. 15 марта 1986, Браззавиль) — конголезский легкоатлет, специалист по бегу на короткие дистанции. Выступал за сборную Республики Конго по лёгкой атлетике в 2005—2014 годах, победитель и призёр первенств национального значения, участник летних Олимпийских игр в Пекине.

## Биография
Гид Олонгот родился 15 марта 1986 года в Браззавиле, Республика Конго.
Впервые заявил о себе на международном уровне в сезоне 2005 года, когда вошёл в состав конголезской национальной сборной и выступил на Играх франкофонов в Ниамее, где дошёл до полуфинала в дисциплине 100 метров и остановился на предварительном квалификационном этапе дисциплины 200 метров.
В 2007 году на соревнованиях в Киншасе выиграл серебряную медаль в беге на 100 метров и стал шестым в беге на 200 метров.
В 2008 году был заявлен на чемпионат мира в помещении в Валенсии, должен был представлять Конго в дисциплине 60 метров, но в итоге на старт здесь не вышел. Принимал участие в чемпионате Африки в Аддис-Абебе, где бежал 100 и 200 метров. Благодаря череде удачных выступлений удостоился права защищать честь страны на летних Олимпийских играх в Пекине — на предварительном квалификационном этапе бега на 100 метров показал время 11,01, чего оказалось недостаточно для выхода во второй раунд.
Будучи студентом, в 2009 году представлял Конго в дисциплинах 100 и 200 метров на Всемирной Универсиаде в Белграде.
В 2010 году бежал 100 и 200 метров на чемпионате Африки в Найроби.
В 2014 году отметился выступлением в 200-метровой дисциплине на чемпионате Африки в Марракеше, после чего завершил спортивную карьеру.